# Ким Джи Ю
Ким Джи Ю (кор. 김지유, (англ. Kim Jiyoo р. 14 июля 1999 года в Сеуле) — южнокорейская шорт-трекистка, чемпионка мира 2019 года.

## Биография
Ким Джи Ю начала кататься на коньках в возрасте 5 лет со своим братом. С 4 класса начальной школы она активно стала заниматься шорт-треком, а в 6 классе средней школы Хваджон завоевала три золотых медали на национальном фестивале зимних видов спорта. В 2015 году на юниорском чемпионате мира в Осаке в полуфинале 1500 м получила травмы лодыжки и ахиллова сухожилия, позже заняла первое место на дистанции 1000 м и в эстафете, а в общем зачёте заняла второе место. 
На следующий год выступала на юношеских Олимпийских играх в Лиллехаммере, где выиграла 1000 м, получила бронзу на 500 м и стала абсолютной чемпионкой Олимпиады. В ноябре 2016 на кубке мира в Солт-Лейк-Сити заняла 1-е место на 1000 м и в Калгари в эстафете. В марте 2017 на  чемпионате мира в Роттердаме на дистанции 500 м завоевала бронзу, в суперфинале стала второй и в итоге заняла 4-е место в многоборье. 
В течение года перенесла три операции на левой связке лодыжки, и за-за чего в апреле на квалификации в Олимпийскую сборную заняла только 7-е место и не прошла отбор. Ким всё то время проходила реабилитацию после операции и уже подумывала уходить из спорта, но благодаря своим тяжёлым тренировкам смогла восстановиться к 2018 году. Уже в марте 2018 года на юниорском чемпионате мира в Томашув-Мазовецком стала абсолютной чемпионкой мира, завоевав золотые медали на 1000 и 1500 м и второе место в суперфинале. 
В ноябре на этапе кубка мира в США заняла 2-е место на 1500 м и первое в эстафете. В феврале 2019 года на этапе кубка в Дрездене стала второй на 1000 м и первой на 1500 м, а следом на чемпионате мира в Софии выиграла с командой эстафету и стала впервые чемпионкой мира,  а в многоборье осталась пятой. Осенью на этапах кубка мира в канадском Монреале и в японском Нагое выиграла золото на 1500 м, а в феврале 2020 года в Дрездене и Дордрехте завоевала два золота на 1000 м. В марте 2020 года из-за пандемии коронавируса все соревнования были отменены до неопределённого времени.

## Внешние ссылки
- Архивная копия от 25 сентября 2021 на Wayback Machine на сайте ISU
- Профиль на news.sportbox.ru Архивная копия от 25 сентября 2021 на Wayback Machine
- Статистика на the-sports.org Архивная копия от 25 сентября 2021 на Wayback Machine
- Биографические данные на shorttrackonline.info Архивная копия от 25 сентября 2021 на Wayback Machine
- Олимпийские результаты на olympedia.org Архивная копия от 25 сентября 2021 на Wayback Machine
- Биографическая статья на mn2s.com Архивная копия от 25 сентября 2021 на Wayback Machine